# Ćevapčići
I ćevapčići (ћевапчићи) o ćevapi (ћевапи) sono un piatto a base di carne tritata, variamente speziata, tipico della cucina dei paesi della penisola balcanica. Sono ampiamente diffusi anche in parte del nord-est italiano (principalmente nelle province di Trieste e Gorizia, dove sono noti anche come ciba o civa), in Austria e negli altri territori confinanti con l'ex-Jugoslavia. Sono largamente diffusi anche in Romania con il nome di mici.

## Etimologia
La denominazione deriva dal termine persiano kebab, insieme al diminutivo delle lingue slave -čići (in croato, bosniaco: ćevapčići/ćevapi; in sloveno čevapčiči/čevapi). In alcune zone, come la Serbia, vengono chiamati anche solamente ćevapi, senza il diminutivo con cui sono maggiormente conosciuti all'estero e, in particolar modo, in Italia.
In Macedonia del Nord vengono anche chiamati "kebapi"  denominazione più vicina a quella originaria.

## Storia
L'origine del piatto è turca, infatti furono proprio gli Ottomani, durante l'egemonia del loro Impero sui Balcani nel XIV secolo d.C., a diffonderlo nella penisola balcanica. Secondo quanto riporta Branislav Nušić, i ćevapčići vennero serviti per la prima volta a Belgrado intorno al 1860 nella trattoria "Da Tanasko Rajić" nei pressi del Grande Mercato (oggi Piazza degli Studenti). Il proprietario della trattoria, il padrone Živko (che si suppone abbia avuto origini dalla regione di Leskovac), secondo le parole di Nušić, si era così arricchito che con il guadagno riuscì a costruire una chiesa nella sua regione d'origine.

## Caratteristiche

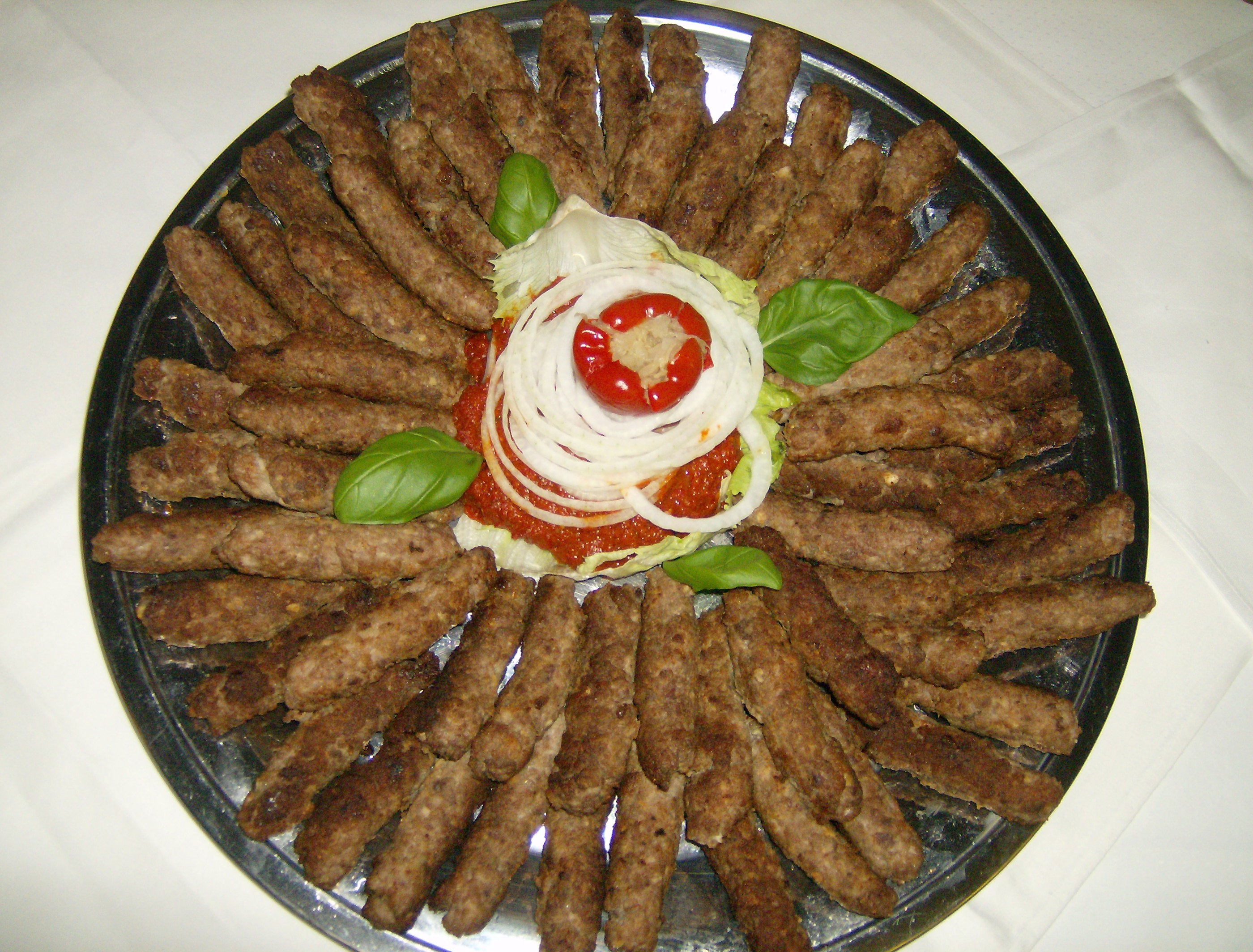
Piatto di ćevapčići accompagnato da pomodoro, cipolla e basilico.

Si presentano come polpettine cilindriche del diametro di un paio di centimetri e della lunghezza di 7/8 centimetri, ma sono diffuse anche versioni più tondeggianti. Sono solitamente composti di carne trita fina di manzo e agnello, condita di sale, spezie e aromi. Vengono serviti cotti al barbecue, sulla griglia o alla piastra. Solitamente si gustano con cipolla cruda (generalmente quella bianca) tagliata a dadini o anelli, ed ajvar, una salsa piccante preparata con peperoni rossi macinati e spezie, o con kajmak, un prodotto lattiero-caseario cremoso, tipico dei Balcani. Sono molto comuni anche quelle a base di carne di maiale.
Una variante li vede infarinati e rosolati in padella. A richiesta è possibile averli con una pallina di formaggio. Possono essere serviti su un piatto o dentro una forma di pane. 
Nella Bosnia ed Erzegovina i tipici ćevapčići di Sarajevo tradizionalmente si vendono come cibo di strada serviti dentro le forme speciali di pane dette somun. Accanto a questa versione, esistono altre due varianti "classiche" all'interno del Paese, i ćevapčići di Banja Luka (fatti con carne di manzo e di montone e speziati con aglio e pepe) e i ćevapčići di Travnik (serviti in un pane locale chiamato "pitica" e fatti con carne di manzo, vitello, montone e agnello).
Normalmente secondo piatto o addirittura piatto unico, possono essere serviti anche come antipasto, in proporzioni più contenute.

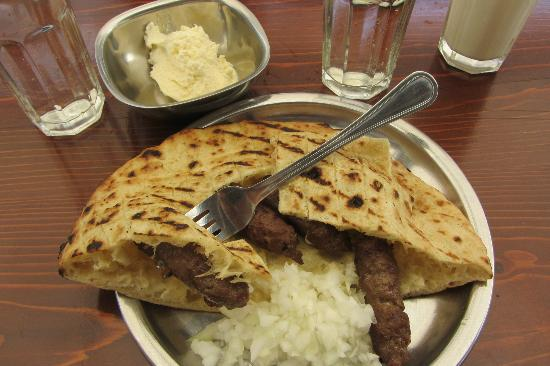
Serviti con cipolla e kajmak
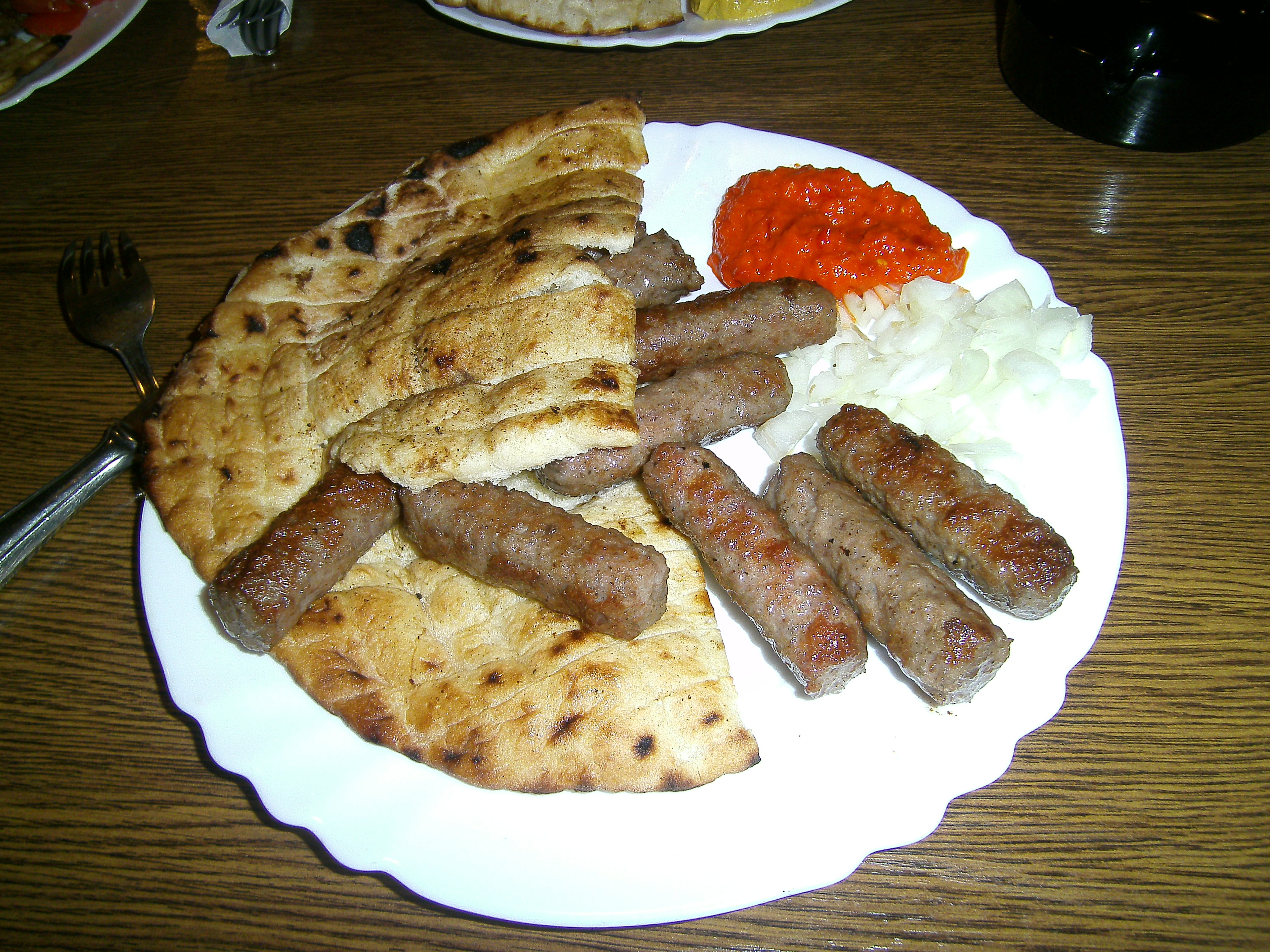
Serviti con cipolla e ajvar